# Salvador Martínez García
Salvador Martínez García (1962) es un guitarrista y compositor y profesor de música murciano. Realizó sus estudios de guitarra, armonía y composición en el Conservatorio Superior de Música de Murcia, recibiendo el Premio extraordinario al terminarlos de su promoción. Además, estudió también Chelo y Musicología.
Es componente del Dúo Tárrega de Guitarra CLásica, con el que realiza conciertos por España, Marruecos, Francia, Inglaterra,
Etc.
Estudió informática aplicándola a la composición, impartiendo seminarios sobre música electrónica, ordenadores y MIDI.
Como arreglista realizó una intensa labor, destacando los trabajos disco para Manuel Luna, el grupo ROAL, y cantantes de
diversos estilos musicales (pop, rock, canción española etc.)
Es director del sello discográfico SALVI ESTUDIOS, manteniendo un estudio propio de grabación.
Componente, además, de La cuadrilla realizó giras por Noruega, Portugal, Grecia, Francia, Italia, etc.
Colabora habitualmente con pintores, escultores etc..... componiendo música para diversos montajes (Spiral, etc.)
Ha compuesto la banda sonora para una gran cantidad de espectáculos teatrales y de danza, tanto contemporáneas como
de corte tradicional e infantiles, (Tammuz, Ballet Contemporáneo del Alba, Lady Macbeth, Teatro del Viaje, Anfitrión, Teatro
de Papel, Cuento de invierno, Sueño de una noche de verano, Paso a Nivel etc para Teatro Alquibla, Trilogía de Ginés
Bayotas, El Fantasma de Canterville, El Sueño de una noche de verano, El Fantasma de Canterville, IRIS, Bodas de
Sangre, Bodas de Fígaro, Cenizas de Troya y diversos espectáculos para el grupo Fábula entre otros.)
Dentro de un gran eclecticismo, bajo su nombre realiza una intensa labor de conciertos, acompañado por un magnífico
grupo de profesionales, interpretando un repertorio propio y definitorio de estilo Mediterráneo, en una mezcla entre el Jazz,
el Rock, La Música Clásica y el Folklore.
Tiene cinco discos en el mercado: LA LUNA, CANTICUM, TAMMUZ, DESIERTO DEL CAJITAN y CALA SUFÍ.
Ha realizado cursos de perfeccionamiento con grandes maestros de la talla de John Williams, Benjamín Verdery, Joe Pass,
etc.
Ha realizado grabaciones en RNE para Filipinas, Centroeuropa, Atlántico Norte, Sudamérica, etc.
Ha sido, además, profesor de Armonía, Análisis y Formas musicales en el Conservatorio de Orihuela.
Tiene publicados varios libros sobre temas de cultura popular y folclore como Los Auroros de la huerta de Murcia, Grupos para el Ritual Festivo, Cantes y Bailes de Murcia, Los auroros en la Región de Murcia o Cancionero musical Auroro.
Pertenece al cuerpo de Profesores de Educación Secundaria del M.E.C. en la especialidad de Música con destino en el IES
Infante D. Juan Manuel de Murcia.
Sus dos últimos trabajos discográficos, Desierto del Cajitán y Cala Sufí, basados en las músicas del Levante Español,
han obtenido el reconocimiento de la crítica especializada como dos de los trabajos más originales en España de los últimos
tiempos sobre la música popular.
Ha sido asesor en el área de música en el departamento de Innovación Educativa de Murcia.
Colaborador habitual con los centros de profesores y recursos (CPR), imparte cursos relacionados con la didáctica
Como compositor, viene asumiendo encargos de forma habitual de distintos solistas y grupos de cámara o sinfónicos.
En 2008, publicó un libro de folklore para la Escuela con el servicio de publicaciones de educación y estrenó SUITE SACRA sobre la obra del escultor González Moreno bajo los auspicios de la Consejería de Cultura y la de Patrimonio.
Colaboró en el libro 100 años del compositor Julián Santos con un análisis de su obra.
Actualmente, tiene una sección en la Onda Regional sobre música todos los martes.

## Proyectos musicales actuales

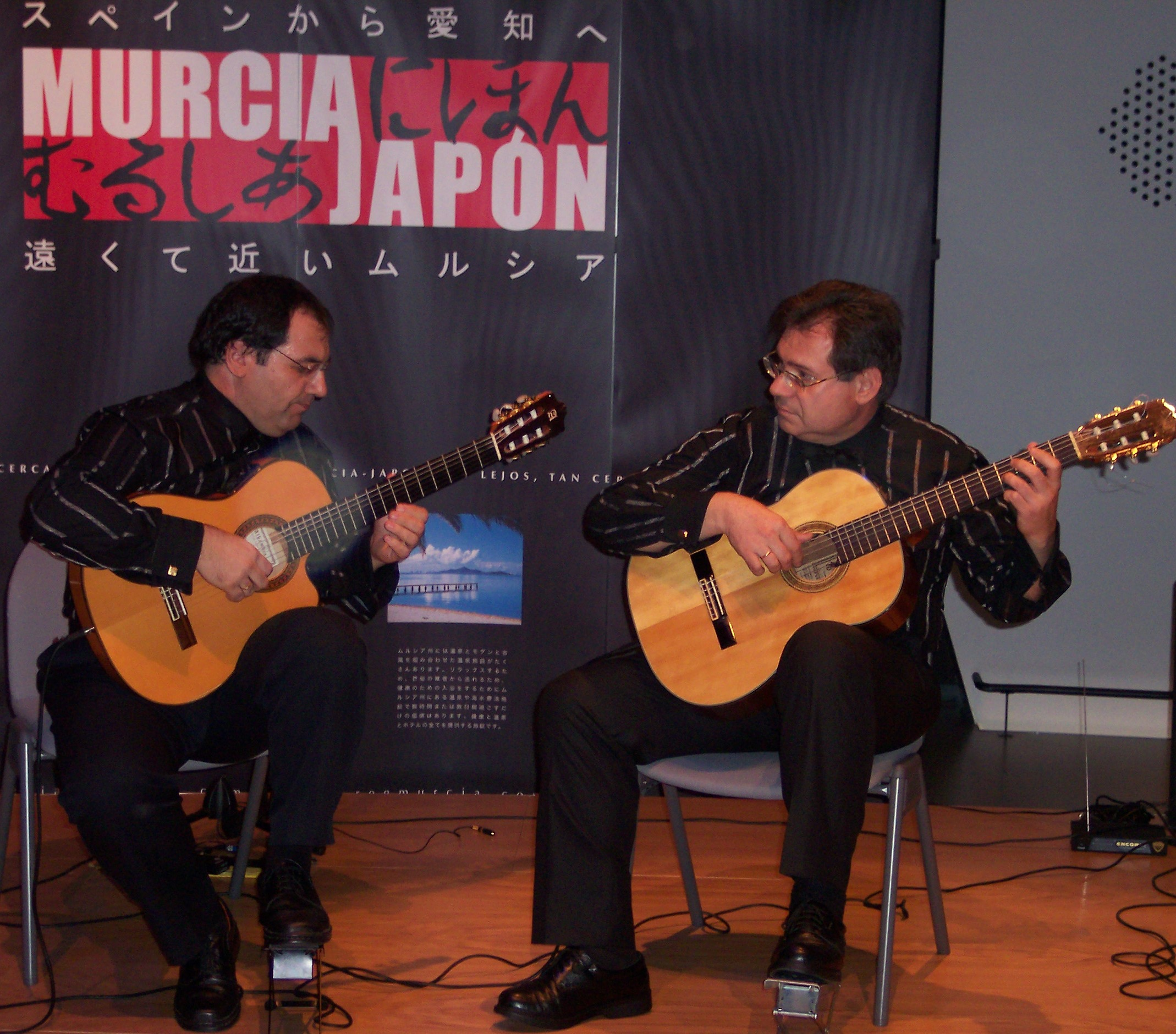
DÚO TÁRREGA EN LA EXPO DE JAṔON

### DÚO TÁRREGA. Guitarra clásica. Música española

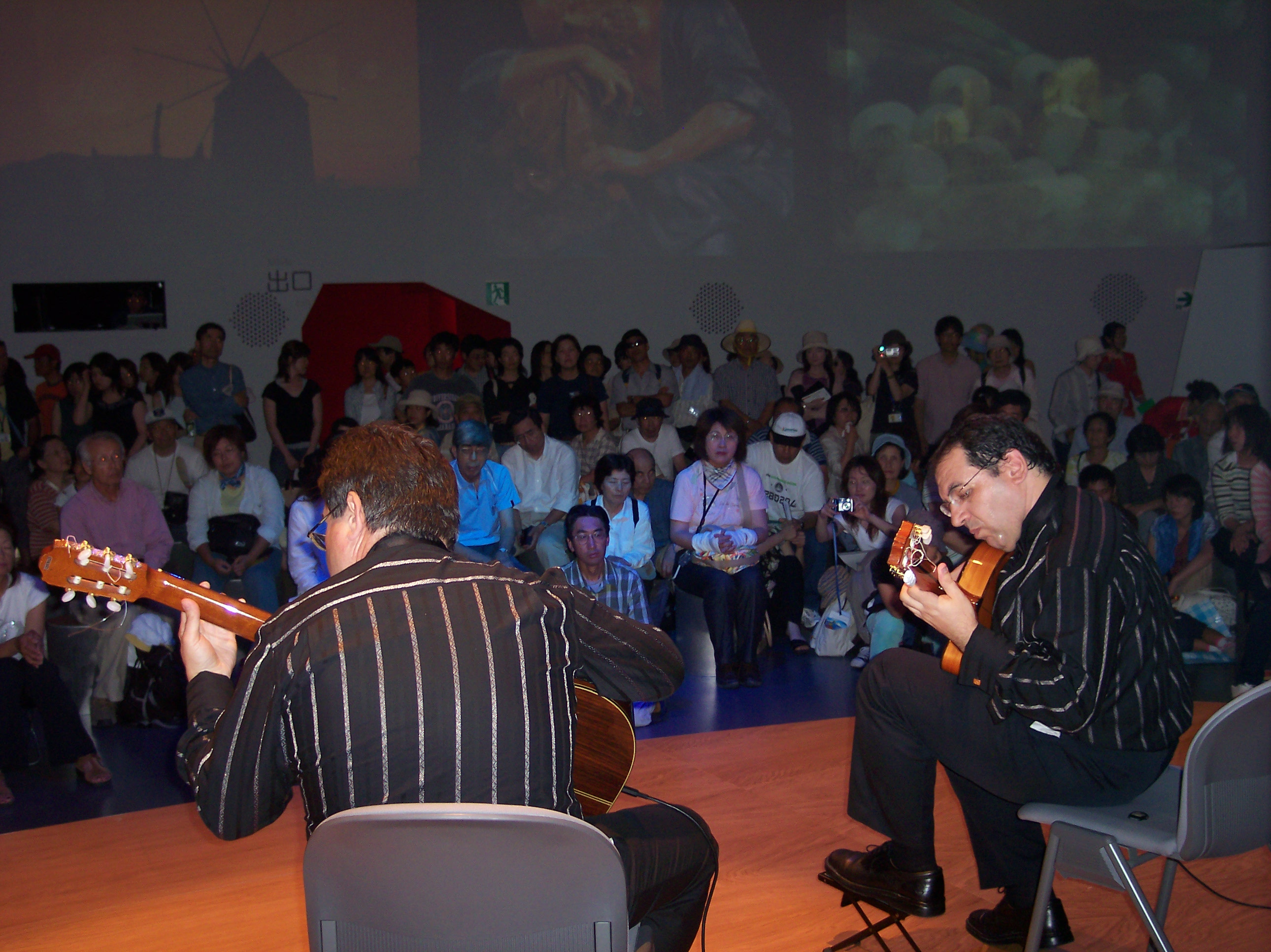
DÚO TÁRREGA en el pabellón de España en la Expo de Japón

Formado por los hermanos Manuel y Salvador Martínez García, el dúo toma su nombre en homenaje a la figura más representativa de
la historia de la guitarra, el músico español Francisco Tárrega.
Desde su formación a finales de los años 70 y hasta el momento presente, el objetivo principal del dúo ha sido la divulgación y
acercamiento al gran público del repertorio de cámara escrito para dos guitarras.
En su larga trayectoria, han mostrado su personal visión de la música española por escenarios de diversos países, cosechando excelentes críticas y reconocimiento internacional.
En sus conciertos ofrecen una interesante muestra de algunas joyas de la música española junto a piezas emblemáticas del repertorio guitarrístico.
En la interpretación de este dúo podemos observar a la vez, un enorme rigor y respeto académico junto a elementos y técnicas de la música actual poco habituales en los salones de concierto.
Colaboradores habituales de RNE, han realizado grabaciones y programas de todo tipo para la divulgación de la música, destacando especialmente la serie de programas para RADIO 5 sobre el mundo de la guitarra que obtuvo un gran reconocimiento por parte de público y profesionales de la música.
El presente programa, CINCO SIGLOS DE MÚSICA ESPAÑOLA, se ha elaborado a partir de transcripciones y originales para dos guitarras de música de compositores españoles muy significativos que han ofrecido en su obra un color netamente de raíz española, abarcando desde el Renacimiento al Siglo XX.
Recientemente han efectuado una serie de conciertos en Japón representando a España en el Festival de la Guitarra con una aparición estelar para el canal nacional de TV Japonés, la NHK con gran éxito de audiencia.

### MAL DE OJO. Música Mediterránea
Mestizaje musical contra la intolerancia y otros males que imposibilitan la integración de las ideas.
Mal de Ojo , propone un mundo sonoro que pone de manifiesto los elementos que unen a las culturas.
Desde el Mediterráneo, milenario lugar de encrucijada cultural, el tránsito de ideas se convierte en el hecho que da sentido y forma a usos, maneras y costumbres peculiares.
Sonidos del Levante es el resultado sonoro de esta forma de pensar, ofreciendo una propuesta musical de auténtico mestizaje intercultural.
La puesta en escena, de riguroso “negro”, apuesta por la estética del concierto, la guitarra clásica, la flauta travesera, el bajo y la guitarra eléctrica, coquetean con el color de instrumentos tránsfugas como la guitarra de “ánimas” Murciana, en una interesante, novedosa y original amalgama timbrica.
Cuatro músicos, con una gran experiencia en actividades musicales muy diversas, que ofrecen un espectáculo sonoro de gran intensidad, producto de una mente abierta a la “contaminación de ideas” y el respeto a todos.
Espectáculo musical que entronca las músicas del Mediterráneo con las corrientes más modernas de creación musical resultando un referente obligado en la llamada World Music para todo aquel que busque innovación y creatividad sobre la tradición a la vez
que vanguardia y novedad en el resultado final.
La música popular, el jazz, el rock y el flamenco se mezclan con improvisaciones y elementos de otras músicas y estilos en un mestizaje cultural y estilístico sin limitaciones.

### LA FACTORÍA. Jazz música

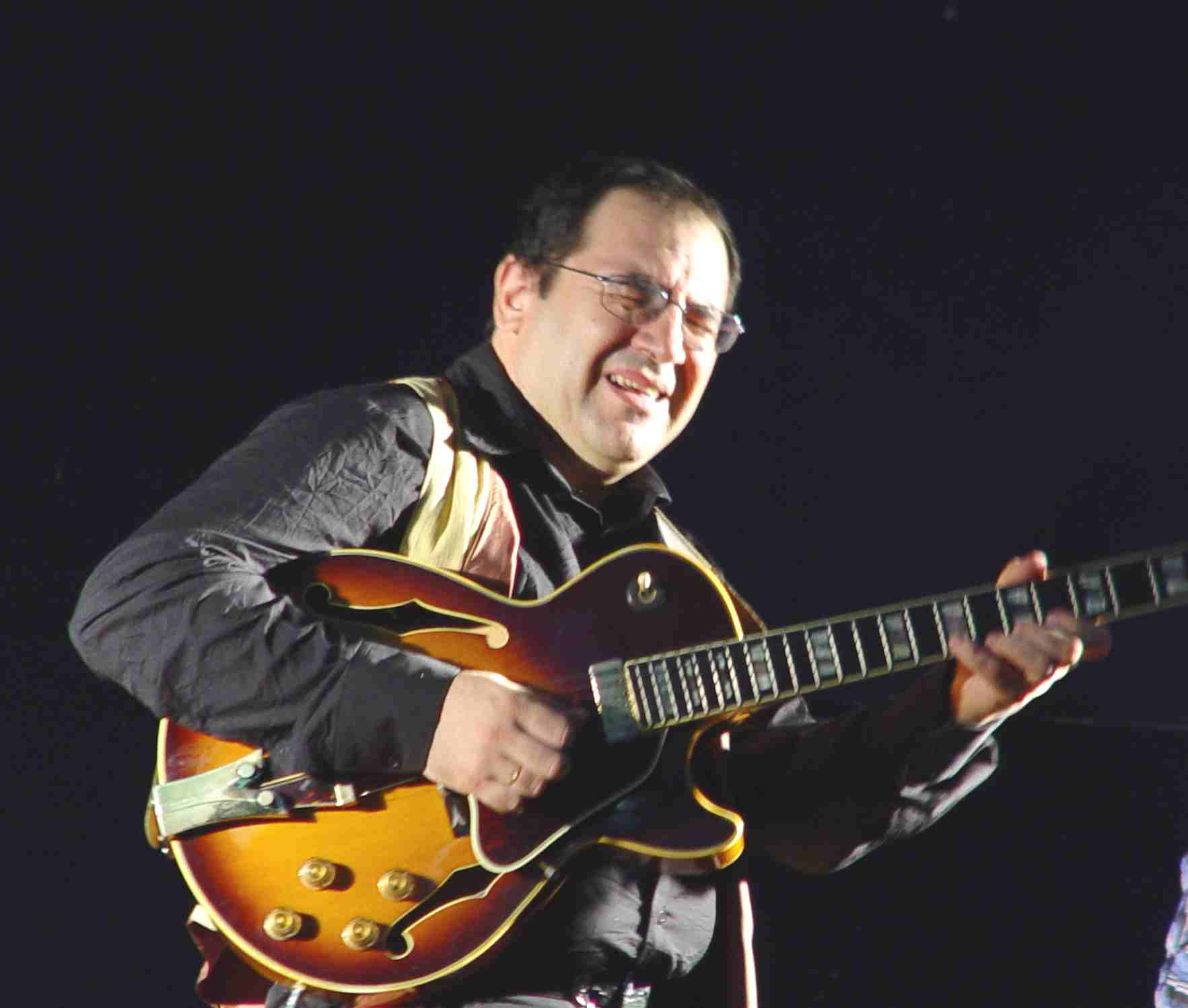

Formación liderada por el guitarrista y compositor Salvador Martínez, ofrece en sus conciertos un variado y escogido repertorio que abarca, desde sus inicios a las corrientes más actuales, la práctica totalidad de estilos de la música de jazz,
La Factoría, mantiene una estructura atípica en los grupos actuales de Jazz, organizada como una especie de cooperativa-escuela dónde músicos de diversos estilos y tendencias se acercan para aportar su experiencia y a la vez trabajar un lenguaje común.
Desde su creación, una gran mayoría de los músicos murcianos profesionales ha pasado por este colectivo musical. Esta diversidad cultural ha permitido que la Factoría afronte espectáculos muy diversos relacionados con la improvisación.
Con está abierta mentalidad ha participado en festivales por la geografía regional y nacional, así como en giras por la CEE en países donde se ha demandado la escucha de un sonido del sur, mediterráneo.
La utilización, en una sabía mezcla, de los instrumentos tradicionales del Jazz con las nuevas tecnologías, permite al espectador disfrutar de una tímbrica variada y a la vez respetuosa con las diversas formas del Jazz.
La improvisación, presente en todos sus conciertos, forma parte de la manera habitual de expresión de estos músicos aportando su particular experiencia en otros campos, consiguiendo un sonido particular con claro sabor latino, Mediterráneo.
La puesta en escena denota el rigor y la seriedad con que este grupo afronta la difícil tarea de la improvisación acercándose a estéticas como la música de cámara o el concierto. Una bonita amalgama donde la experiencia y formación académica de este grupo de músicos ofrece un espacio para una escucha agradable inteligente.

### The SILENT FILM ENSEMBLE. Cine mudo en directo
Cuarteto murciano creado exclusivamente para la interpretación de música en directo para acompañar el cine mudo. Liderados por el compositor, intérprete y musicólogo Salvador Martínez, elaboran un repertorio de películas escogidas para su puesta en directo. La originalidad de su propuesta es la creación de nuevas bandas sonoras para la instrumentaión del grupo, acordes a la imagen, el ritmo de la acción y el carácter de la película.
Compuestas por Salvador Martínez, las creaciones musicales cumplen con rigor historicista los postulados del cine de época ampliándolos al modelo “Hollywood” actual, más acorde y cercano al públlico de estos tiempos.El resultado es de una belleza plástica intemporal, alejado de los tópicos y estereotipos que se han creado para este género a lo largo del tiempo.
La intención final es ofrecer no solo la visión de la película sino también un concierto en vivo con una partitura que además de cumplir con la imagen cumpla con las exigencias de la sala de conciertos.
El grupo está formado por los hermanos Salvador Martínez a la guitarra, Ginés Martínez a la Flauta , Pepe Martínez al Bajo y Salvador Martínez Martínez al violín y Amor Martínez al clarinete, ambos hijos de Salvador.
Formado en el año 2004, desde entonces han actuado en numerosos eventos tanto en cines, festivales y centros de arte, culturales y teatros como en la calle en las cálidas noches veraniegas mediterráneas.

#### Su repertorio incluye
-Luces de la ciudad de Charles Chaplin
-Portero de Banco de Ch.Chaplin
-El Boxeador de Ch. Chaplin
-Una noche en el teatro de Ch. Chaplin
-Nosferatu, eine Symphonie des Grauens de F.W. Murnau
-Metrópolis deFritz Lang

### SYRINX
Dúo de flauta y guitarra de música clásica.

## Vídeos
Como solista: 
https://www.youtube.com/watch?v=-PRdmELPMnU
https://www.youtube.com/watch?v=Xs7REGrNT0w
https://www.youtube.com/watch?v=jGCR7aPWicU
https://www.youtube.com/watch?v=gG35d_pOKYk

Obras de composición:
https://www.youtube.com/watch?v=UJa-JaiAt08
https://www.youtube.com/watch?v=Bs6SMNq51Gw
https://www.youtube.com/watch?v=0UI5OD8xegk
https://www.youtube.com/watch?v=psnSBIxFHMA

Dúo Tárrega:
https://www.youtube.com/watch?v=853eOD39O4E

Ensembles:
https://www.youtube.com/watch?v=R-Sh8n9CDYI
https://www.youtube.com/watch?v=x-JUztzfsQA

Otros :  
https://www.youtube.com/watch?v=yY8peYSABfM
- Datos: Q25401671